# La Tour de glace
La Tour de glace is een Frans-Duitse fantasyfilm uit 2025, geregisseerd en mede geschreven door Lucile Hadžihalilović. De hoofdrollen worden vertolkt door Marion Cotillard en Clara Pacini.

## Verhaal
In de jaren 1970 maakt de enigmatische actrice Cristina een verfilming van Hans Christian Andersens sprookje De sneeuwkoningin, waarin zij de hoofdrol speelt. De zestienjarige Jeanne, een uit het kindertehuis weggelopen tiener, heeft haar toevlucht gezocht in de studio waar de film wordt opgenomen. Ze raakt ze in de ban van Cristina en er groeit een wederzijdse fascinatie tussen hen beiden. Beetje bij beetje begint Jeanne een steeds belangrijkere rol te spelen in de opnames en groeit haar obsessie met het rijk van de sneeuwkoningin. Film en realiteit tussen set en scherm smelten samen in een magisch, labyrintisch spel.

## Rolverdeling
| Acteur              | Personage       |
| ------------------- | --------------- |
| Marion Cotillard    | Cristina        |
| Clara Pacini        | Jeanne / Bianca |
| August Diehl        | Max             |
| Gaspar Noé          | Dino            |
| Marine Gesbert      | Stéphanie       |
| Lilas-Rose Gilberti |                 |

## Productie
Op 20 maart 2017 meldde "Cineuropa" dat Lucile Hadžihalilović bezig was met het afronden van het scenario voor haar volgende film, La Reine des Neiges, die door de "Groupe Ouest" was geselecteerd als een van de acht projecten die dat jaar zouden profiteren van een schrijfcoachingprogramma in Bretagne. Hadžihalilović schreef het scenario samen met Geoff Cox, met wie ze had samengewerkt aan Évolution (2015) en Earwig (2021).
Op 22 juni 2023 kondigde ARTE France aan dat het de film, die nu de titel La Tour de glace zou dragen, zou coproduceren met in de hoofdrol Marion Cotillard, die eerder met Hadžihalilović had gewerkt in haar speelfilmdebuut Innocence (2004) en dat de opnames tussen januari en februari 2024 in Frankrijk en Duitsland zouden plaatsvinden. Clara Pacini (in haar eerste speelfilm), August Diehl en Gaspar Noé voegden zich later bij de cast.

## Release
La Tour de glace ging op 16 februari 2025 in première op het Internationaal filmfestival van Berlijn in de competitie voor de Gouden Beer.

## Prijzen en nominaties
De belangrijkste:
| Jaar | Prijs                                   | Categorie                                       | Genomineerde(n)       | Uitslag     |
| ---- | --------------------------------------- | ----------------------------------------------- | --------------------- | ----------- |
| 2025 | Internationaal filmfestival van Berlijn | Gouden Beer                                     | Lucile Hadžihalilović | Genomineerd |
| 2025 | Internationaal filmfestival van Berlijn | Zilveren Beer voor de beste artistieke bijdrage | ensemble              | Gewonnen    |